# خرونیمو میورا
خرونیمو میورا (اسپانیایی: Jerónimo Mihura‎; ۶ ژوئیهٔ ۱۹۰۲ – ۱۰ اکتبر ۱۹۹۰) کارگردان فیلم، و فیلم‌نامه‌نویس اهل اسپانیا بود.
از فیلم‌ها یا مجموعه‌های تلویزیونی که وی در آن‌ها نقش داشته است می‌توان به خانه پوشالی اشاره نمود.